# Долазе нам бољи дани
Долазе нам бољи дани је девети албум Драгане Мирковић, издат је 1992. године.
Најтиражнији албум са преко милион продатих примерака, доштампаван је неколико пута. Овим албумом Драгана се на сцени појавила у пуном сјају, након операције носа, када је исправила девијацију и естетски га дотерала, другачијим изгледом и новим песмама креће да помера границе. У своје руке њену каријеру у потпуности је узео Рака Ђокић који је у Драгани препознао мултиталентовану звезду. На овом албуму изостала је сарадња са „Жаром”, то јест са бившим члановима тада већ распалог Јужног Ветра. Наставила је сарадњу са Марином и Футом, који су за овај албум урадили један антологијски хит „Питају ме у мом крају”, други антологијски хит „Умирем мајко” урадили су Весна Петковић и Злаја. На албуму се као композитор и текстописац појављује и певач Беки Бекић који је урадио композицију за прелепу баладу „Морало је лето проћи” и текст и композицију за мега хит „Долазе нам бољи дани” који се поред „Питају ме у мом крају” и „Умирем мајко” може сврстати у категорију Evergreen песама. Песма „Има ли лета ил′ зиме” се није налазила на првој верзији албума, тек касније је била уврштена на доштампаваним тиражима. Сваку песму је пратио спот, осим песме „Има ли лета ил зиме”. Поред наведених песама, издвојиле су се иː „Седми дан”, „Математика”, „Женско срце”, „Две судбине”, „О, да ли знаш”.

## Списак песама
1. Добро јутро, добар дан 
(А. Радуловић - М. Туцаковић - А. Радуловић)
2. Умирем мајко 
(З. Тимотић - В. Петковић - З. Тимотић)
3. Питају ме у мом крају 
(А. Радуловић - М. Туцаковић - А. Радуловић)
4. Седми дан 
(З. Тимотић - Д. Брајовић - З. Тимотић)
5. Женско срце 
(А. Радуловић - М. Туцаковић - А. Радуловић)
6. Математика 
(А. Радуловић - М. Туцаковић - А. Радуловић)
7. Има ли лета ил′ зиме 
(А. Радуловић - М. Туцаковић - А. Радуловић)
8. Да, да, да 
(З. Тимотић - Д. Брајовић - З. Тимотић)
9. Две судбине 
(З. Тимотић - Д. Брајовић - З. Тимотић)
10. Стани душо, стани злато 
(А. Радуловић - М. Туцаковић - А. Радуловић)
11. Долазе нам бољи дани 
(Беки - ..... - З. Тимотић)
12. Морало је лето проћи 
(Беки - М.Ж. Илић - З. Тимотић)
13. О, да ли знаш 
(А. Радуловић - М. Туцаковић - А. Радуловић)